# 대한민국의 국가산업단지 목록
국가산업단지는 산업입지및개발에관한법률에 의해 지정된 공업단지의 하나로 국가 기간 산업·첨단 과학 기술 산업 등을 육성하기 위해 국토교통부 장관이 지정한다.

## 서울특별시
- 서울디지털국가산업단지

## 부산광역시
- 명지녹산국가산업단지

## 대구광역시
- 대구국가산업단지

## 인천광역시
- 남동인더스파크
- 부평주안국가산업단지

## 광주광역시
- 광주첨단과학산업단지

## 대전광역시
- 대덕연구개발특구

## 울산광역시
- 온산국가산업단지
- 울산미포국가산업단지

## 경기도
- 반월특수지역(반월지구)
- 반월특수지역(시화지구)
- 파주출판문화정보산업단지(파주출판도시)
- 파주탄현중소기업전용국가산업단지

## 강원도
- 북평국가산업단지
- 부론국가산업단지

## 충청북도
- 보은국가산업단지
- 오송생명과학산업단지

## 충청남도
- 고정국가산업단지
- 대죽자원비축산업단지
- 석문국가산업단지
- 아산국가산업단지-고대, 부곡지구
- 장항국가산업단지

## 전북특별자치도
- 군산국가산업단지
- 익산국가산업단지

## 전라남도
- 광양국가산업단지
- 대불국가산업단지
- 삼일자원비축단지
- 여수국가산업단지

## 경상북도
- 구미국가산업단지 (구미)
- 월성전원단지 (경주)
- SMR산업단지 (경주)
- 포항국가산업단지 (포항)
- 포항블루밸리국가산업단지 (포항)
- 원전활용수소단지 (울진)

## 경상남도
- 안정국가산업단지
- 옥포국가산업단지
- 죽도국가산업단지
- 지세포자원비축단지
- 진해국가산업단지
- 창원국가산업단지
- 밀양나노융합국가산업단지
- 명지녹산국가산업단지
- 우주항공국가산업단지

## 제주특별자치도
- 제주첨단과학기술단지

## 같이 보기
- 산업단지
- 한국산업단지공단(KICOX)
- 지방산업단지
  - 일반지방산업단지
  - 도시첨단산업단지
- 농공단지
- 혁신도시